# Klavierkonzert (Gershwin)
Das Klavierkonzert in F-Dur ist ein 1925 entstandenes und in der New Yorker Carnegie Hall uraufgeführtes Werk des US-amerikanischen Pianisten und Komponisten George Gershwin (1898–1937).

## Entstehung
Das Konzert entstand 1925, ein Jahr nach der Rhapsody in Blue. Gershwin erfreute sich zu dieser Zeit dank des beträchtlichen Erfolges der Rhapsody in Blue bereits einer großen Bekanntheit. Im Gegensatz zur Rhapsody wurde das Klavierkonzert von Gershwin persönlich orchestriert. Der Dirigent Walter Damrosch hatte es direkt nach der Veröffentlichung der Rhapsodie bei Gershwin bestellt mit der Auflage, sich an die Formen eines klassischen Klavierkonzertes zu halten und es selbst zu orchestrieren. Gershwin, der keinerlei Erfahrung in Orchestrierung und Formenlehre sinfonischer Werke hatte, las sich das nötige Wissen an und erlangte auf diese Weise in kurzer Zeit das nötige Handwerk auf autodidaktische Weise.
Das Werk zeigt tatsächlich einen großen kompositorischen Fortschritt im Schaffen Gershwins. Das Konzert ist der Form nach klassisch und zeigt einige harmonische und melodische Elemente des klassischen sinfonischen Schaffens, verbindet diese aber erneut geschickt mit Elementen der Jazzmusik. Wie schon in der Rhapsody in Blue findet erneut eine Synthese beider Elemente statt, wie sie in der Musikgeschichte einmalig ist. Auch die erweiterte Besetzung weist auf Jazzelemente hin. So verwendet Gershwin einen größeren Bläserapparat und drei Spieler für das Schlagwerk. In einigen Passagen erinnert das Werk an Sergej Rachmaninoff.

## Zur Musik

### Besetzung
Solo-Klavier, 2 Flöten, Piccoloflöte, 2 Oboen, Englischhorn, 2 Klarinetten, Bassklarinette, 2 Fagotte, 4 Hörner, 3 Posaunen, 3 Trompeten, Pauke, Perkussions und Streicher.

### 1. Satz: Allegro
Das Werk beginnt mit einigen von der Pauke initiierten Jazzklängen. Die Klarinetten stellen anschließend das erste Thema des Satzes vor. Das Klavier beginnt unter Trommelwirbel mit einem Soloeinstieg, in dem es das Thema neu artikuliert und weiterführt. Nach der ausgedehnten Verarbeitung wird das zweite Thema im Orchester vorgestellt. Es ist ein schnelles, jazziges und sprunghaftes Thema, das zu einer großen Beschleunigung des musikalischen Verlaufs führt. Kurz darauf bahnt sich das dramatischere Hauptthema aber wieder den Weg. In einem erneut schnelleren und zum zweiten Thema gehörigen Teil intoniert das Klavier eine reizvolle Jazzmelodie von großer Leichtigkeit. Der Höhepunkt des Satzes wird erreicht, wenn Klavier und Orchester das Hauptthema steigern und in erhabener Größe vortragen. Dies erinnert an die Höhepunkte der Klavierkonzerte Sergej Rachmaninoffs. Die Stimmung wird durch eine jäh hereinbrechende Tempoverschärfung verändert. Das Klavier spielt Quinten als Begleitung der Orchestermelodie aus Jazzelementen. In diesem Duktus erklingt nun das Hauptthema im veränderten Charakter. Eine Steigerung des Eingangsgedanken, verbunden mit dem Hauptthema, führt zur Coda, in der das leichtere zweite Thema zum Abschluss des Satzes führt.

### 2. Satz: Adagio – Andante con moto
Das Andante beginnt mit einer unentschlossen wirkenden Geste der Holzbläser, auf welche die Solotrompete, deren Gebrauch in der Jazzmusik durchaus üblich ist, mit einer wehmütigen Melodie antwortet. Diese Einleitung des Andantes nimmt ein Viertel des ganzen Satzes ein und stellt eine Blues-Reminiszenz dar. Begleitet wird die Trompete von warmen und leisen Akkorden der Streicher. Erst nach längerer Zeit steigt das Soloklavier in das Geschehen ein und beschleunigt den musikalischen Verlauf ein wenig mit einem repetitiven Thema. Nach einiger Zeit übernimmt überraschend eine Solovioline das Thema und übergibt wieder an die Solotrompete. Ein retardierendes Moment führt zu einem Solovortrag des Klaviers, das die Trompetenmelodie verarbeitet. Das Orchester antwortet mit einem vollständigen Vortrag des Themas, welchen das Klavier mit einigen verzierenden Akkorden begleitet. Der Gipfelpunkt des Satzes ist damit erreicht. Nach einer letzten Steigerung verklingt der ergreifende Satz piano.

### 3. Satz: Allegro agitato
Der dritte Satz nimmt einige Motive der beiden anderen wieder auf. Er beginnt im Orchester mit einem schnellen, auf kurzen Tonwiederholungen basierenden Thema. Er ist an die Jazzform des Ragtime angelehnt. Das Soloklavier übernimmt das Thema bald und virtuos. Es taucht nun das Hauptthema des ersten Satzes kurz wieder auf. Ein Grandioso-Einschub zitiert den Höhepunkt des ersten Satzes, ebenso taucht das Klavierthema des zweiten Satzes kurz auf. Diese Bilder ziehen schattenhaft schnell wieder vorüber. Der Mittelteil des Satzes besteht vor allem aus Jazzelementen im Wechselspiel von Soloklavier und Orchester. Anschließend wird die Schlusssteigerung des ersten Satzes zitiert. Mit einem schnellen Einwurf des Klaviers beantwortet durch das Orchester endet das Konzert jubelnd mit dem F-Dur-Sextakkord.

## Wirkung
Der Dirigent Walter Damrosch brachte das Werk mit dem New York Symphony Orchestra am 3. Dezember 1925 in der Carnegie Hall zur Uraufführung. Gershwin spielte den Solopart am Klavier. Das ausverkaufte Konzert wurde zu einem weiteren großen Erfolg für Gershwin. Die Kritik in den Zeitungen war, bei aller Euphorie, zurückhaltender und versuchte vergeblich, das Werk als Jazzmusik oder sogenannte klassische Musik einzuordnen. Unter den zeitgenössischen Komponisten-Kollegen löste das Werk geteilte Meinungen aus. Igor Strawinski hielt es für ein Meisterwerk, während Sergej Prokofjew es nicht schätzte. Im Film Ein Amerikaner in Paris werden große Teile des Konzertes als Filmmusik verwendet.
Das Klavierkonzert Gershwins wird auch heute gerne und häufig aufgeführt. Seine reizvolle Synthese aus Jazz- und klassischen Elementen führt zu einem großen Interesse an dem Werk.